# Päärdu
Päärdu (Duits: Kosch) is een plaats in de Estlandse gemeente Märjamaa, provincie Raplamaa. De plaats heeft de status van dorp (Estisch: küla).
Tot in oktober 2017 lag het dorp in de gemeente Vigala. In die maand ging Vigala op in de gemeente Märjamaa.

## Bevolking
Het dorp had 69 inwoners op 31 december 2011 en 53 inwoners op 31 december 2021.

## Ligging
De beek Päärdu oja komt bij  Päärdu in de rivier Velise uit. De hoofdweg Põhimaantee 4 van Tallinn naar Pärnu komt door Päärdu.

## Geschiedenis
Päärdu werd voor het eerst genoemd in 1520 als Hof Korsküll, een landgoed. Vermoedelijk was het al in de 15e eeuw gesticht door de familie Uexküll. De Estische naam werd in de vorm Päärto voor het eerst aangetroffen in 1732. De naam is misschien afgeleid van de naam van de toenmalige eigenaar, Bernt Tuvelt. In 1765 stond het landgoed bekend onder de Duitse naam Kosch. Rond die tijd kwam het in handen van de familie von Rennenkampff, die het tot 1872 in handen had. Bij de onteigening door het onafhankelijk geworden Estland in 1919 behoorde het landgoed toe aan Bruno Stein.
Het barokke landhuis met twee woonlagen is gebouwd in 1790 onder supervisie van de familie von Rennenkampff. Na 1919 was in het gebouw een school gevestigd en onderging het een aantal verbouwingen. Na 1972 was het in gebruik bij de plaatselijke kolchoz. Sinds 1993 is het in particuliere handen.

Na 1919 was Päärdu een nederzetting op het voormalige landgoed, die pas in 1977 de status van dorp kreeg. De buurdorpen Päärdu-Mõisaküla en Veneküla werden toen bij Päärdu gevoegd. Het buurdorp Pikkküla werd opgedeeld tussen Päärdu en Kurevere.